# Hey, Hey, Hey, Hey
Singles de Little Richard
Keep A-Knockin'/
Can't Believe You Wanna Leave
(1957) Ooh! My Soul/
True Fine Mama
(1958)
Hey, Hey, Hey, Hey est une chanson de rock 'n' roll écrite par Little Richard et éditée en face B de son single Good Golly, Miss Molly, en février 1958.
La chanson est également interprétée par Gene Vincent sur l'album Shakin' Up a Storm paru en octobre 1964.
En 1959, Little Richard crée lui-même un medley en combinant le refrain et le pont de sa chanson avec de nouvelles paroles écrites sur la mélodie de Kansas City de Jerry Leiber et Mike Stoller mais publié simplement avec le nom Kansas City. Celle-ci sera popularisée par les Beatles quand ils la reprennent pour l'album Beatles for Sale paru en 1964.  Sur toutes les publications du groupe, jusqu'en 1976, le titre sera aussi simplement noté comme étant Kansas City et Penniman ne sera pas crédité en tant qu'auteur. Subséquemment, ce medley sera identifié à « (a) Kansas City (b) Hey, Hey, Hey, Hey » et crédité correctement pour être finalement publié avec le titre Kansas City/Hey, Hey, Hey, Hey à partir de 2009.